# ルカによる福音書

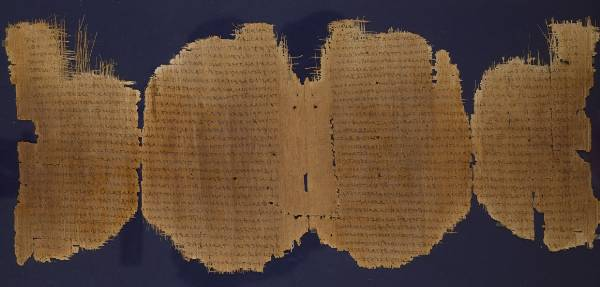
3世紀ギリシアでパピルスに書かれたルカによる福音書。アイルランド・ダブリンのチェスター・ビーティ図書館所蔵

『ルカによる福音書』（ルカによるふくいんしょ、古希: Εὐαγγέλιον κατὰ Λουκᾶν）は、新約聖書中の一書で、イエス・キリストの言行を描く四つの福音書のひとつ。『マタイによる福音書』、『マルコによる福音書』、『ルカによる福音書』（以下『ルカ福音書』）の三つは共通部分が多いことから共観福音書とよばれる。

## 概要
福音書中には一切著者についての言及はないが、それぞれの冒頭部分の献辞などから、『使徒言行録』と同じ著者によって執筆されたことは古代から認められている。現代の学者たちのほとんどが、著者による二巻の作品が、新約聖書の成立過程で、イエスの生涯を記した部分（本福音書）と、イエス後の教会の発展史（使徒言行録）に分離して配置されることになった可能性が高いと考えている。（このため、ルカ福音書と使徒言行録をあわせて「ルカ文書」と称することがある。）この2書は新約聖書全体のおよそ28%を占める。
伝承では『ルカ福音書』の著者はパウロの弟子の医師であるルカとされてきた。その名は『フィレモンへの手紙』等に見られる。

### 使徒言行録との連続性
聖書学者ユード・シュネルは『新約聖書・その歴史と思想』において「ルカ福音書と使徒言行録は、言葉の使い方からも、その思想的色合いからも強い関連性が見られ、おそらくは同じ著者によるものであろうと考えられる」と述べている。更に、『ルカ福音書』と『使徒言行録』は本来一つの書物であったが、ある時期になって分割されたという説も提示された。しかし、その場合には『使徒言行録』冒頭部分を別人による付加とせねばならないし、執筆当時の標準的な書物の形態であるパピルスの巻物では、それぞれが1冊とできるほぼ限界の長さであることなどから、現在では認められていない。

## 著者と成立年代

### 著者
著者については、古代以来、上記のようにパウロの協力者でその伝道旅行にも従った医師のルカであるとされてきた。現在でも、高等批評の立場を含め、この伝承を認める研究者は少なくない。また、本福音書のギリシア語は新約聖書のなかで最も文学的とされる。従って、おそらくは新約諸文書の著者の中で唯一、当時のヘレニズム世界での高い教育を受けた者であろうという認識はほぼ全ての研究者に共通する。また、パレスチナの地理には詳しくないこと、ガリラヤ湖を「海」と呼ぶマルコの文章を「湖」に変更していることなどから、パレスチナやその近郊に住む者でないことも確実である。
著者はイエスの生涯を自らの目で見たとは一切述べていないが、すべてを丁寧に調べあげ、事実を順序だてて書き記したということを冒頭で述べている。

### 想定読者
想定された読者は、その献辞から明らかなように、直接的には「テオフィロ（ス）」という、詳細は不明だがある程度に高い地位にある人物と推定される個人である。なお、テオフィロス（希: Θεόφιλος）という名はギリシア語で、神を愛する人、神に愛される人、といった意味である。そして、この名前は修辞的に「神の友」である読者全般に向けられたものである、とする見解もある。その場合、著者が想定するのは特定の個人ではなく、広くキリスト教徒及び福音に関心を持つ人々と考えられる。
しかし現在では、「テオフィロス」は実際のキリスト教改宗者で、著者の文学パトロンであった人物とする見方に傾く学者が増えつつある。

### 成立年代
『ルカ福音書』の成立年代は未詳だが、その上限は（本福音書がマルコによる福音書とQ資料を参照して書かれたという「二資料仮説」を前提とするが）『マルコ福音書』の成立時期（70年前後）であり、下限はマルキオンの正典編纂の試み（2世紀半ば）である。
教会の伝統的見解によれば、ルカが（直接ではないにせよ）パウロの指導のもとに福音書を書いたとされてきた。『ルカ福音書』の続編として書かれた『使徒言行録』の成立が63年か64年のことであるとすれば、『ルカ福音書』は60年から63年の成立と考えられる。これはパウロが逮捕される前、ルカがパウロに同行してカイサリアに赴いた頃と考えられる。もし伝承に従って、ルカがローマで獄中のパウロから聞き取って本福音書を記したとするならば、成立はさらに早まって40年から60年頃となる。
一方、近代以降の批判的研究によれば、『ルカ福音書』はエルサレム神殿の崩壊（紀元70年）以降に書かれた。聖書学者の間では『ルカ福音書』が1世紀中に成立したか否かをめぐって論争が続いている。2世紀の成立を支持する人々は『ルカ福音書』が2世紀初頭の古代教会内での異端的な動きに対抗して書かれたとみている。1世紀成立を支持する人々は、2世紀の教会で発達していた位階制に一切言及されないことを証左とする。

## 写本
『ルカ福音書』の最古の写本は3世紀のパピルスである。そのうち{\displaystyle {\mathfrak {P}}}45と呼ばれるものは四つの福音をみな含んでおり、他の3つ（{\displaystyle {\mathfrak {P}}}4 、{\displaystyle {\mathfrak {P}}}69 、{\displaystyle {\mathfrak {P}}}75 ）は断片である。これら最古の写本の時期において、すでに『ルカ福音書』と『使徒言行録』は分離している。
ケンブリッジの大学図書館にあるベザ写本は5世紀から6世紀ごろのものとみなされているが、完全な『ルカ福音書』の写本であり、ギリシア語・ラテン語対訳になっている。ギリシア語版は現代のわれわれの知る『ルカ福音書』とは異なる部分が多いため、後世、主流となった版とは別の系統に属するものであると考えられる。ベザ写本は現代の読みとあわせるため修正されることが多いが、考えようによっては時期が下っても福音書のさまざまな異読が存在していたことを示しているともいえる。聖書学者たちにとって異同の多いベザ写本のギリシア語版は厄介な存在であるため、あまり言及されることはない。
22章19節bから20節、および22章43節から44節は初期の版では見られない。

## 内容

### 人はパンのみに生きるにあらず
イエスは40日間何も食べず荒れ野にいた。そこで悪魔がイエスに、神の子ならば荒れ野の石をパンに変えてみよと言った。イエスは「人はパンだけで生きるのではない」と答えた。次に悪魔は、イエスが自分を拝むなら世界の全ての国々の権力と繁栄を与えると言った。これに対してイエスは、ただ神を拝み神に仕えると答えた。さらに悪魔は、イエスをエルサレムの神殿の屋根に立たせ、イエスが神の子ならば神の天使たちが守るはずだから飛び降りてみよと言った。イエスは「神を試してはならない」と答えた。（4章1–13節）

### 敵を愛せよ
イエスは様々な説教を行った。神の国が彼らのものであるとして「貧しい人々は幸いである」と説いた。また、返してもらうことを当てにして貸したところで何の恵みがあろうかと言って、むしろ「敵を愛しなさい」と教えた。さらに、「人を裁くな。そうすればあなたがたも裁かれない。人を赦せ。そうすればあなたがたも赦される。人に与えよ。そうすればあなたがたも溢れるほどに与えられる。あなたがたは自分の量るはかりで量り返される。」といった内容の説教を行った。（6章20–38節）

### 医者を必要とするのは病人
律法を重んじるファリサイ派の人々や律法学者たちがイエスらに、なぜ徴税人や犯罪者たちと食事をするのかと聞いた。イエスは、医者を必要とするのは病人であり、私は正しい人ではなく罪人を招いて悔い改めさせるために来たのだと言った。（5章27–32節）また、イエスは次のような譬え話をした。「二人の人が金を借りた。一人は500デナリオン、もう一人は50デナリオン。二人は返せなかったので、貸主は両方の借金を帳消しにした。どちらの人がその貸主を多く愛するか。」そして、多く罪を赦された者は多く私を愛すると言った。（7章36–50節）

### 種を蒔く人
イエスはまた次のような譬え話をした。「人が種を蒔いた。ある種は道端に落ち、人に踏まれ、鳥に食べられた。他の種は岩の上に落ち、芽は出たが枯れた。他の種は茨の中に落ち、覆われた。また他の種は良い土地に落ち、百倍の実を結んだ。」この種とは神の言葉のことであり、それぞれの結果は、聴かない者、あるいは聴きはするが臆病や誘惑のために実を結ばない者、あるいは聴いて行い、忍耐して実を結ぶ者のことであるとイエスは述べた。（8章4–15節）

### 隣人とは誰か
イエスが律法家に言った。「ある旅人が盗賊に襲われ、服を失い、殴られ半殺しに遭った。祭司やレビ人が横を通ったが、道の反対側を通っていった。そこでサマリア人が来て彼を介抱し、その宿代と治療費を負った。誰がその旅人の隣人となったか。」律法家が、その助けた人が隣人であると答えると、イエスはあなたも行って同じようにしなさいと言った。（10章25–37節）

### 真の幸い
ある女がイエスに、イエスを産み育てたイエスの母は幸いであると言った。そこでイエスは、幸いなのは神の言葉を聞き、それを守る人であると言った。（11章27–28節）

### 思い悩むな
イエスは、命のことで何を食べようか、体のことで何を着ようか思い悩まないようにと言った。鳥も野の花も、働きもせず紡ぎもしないが、神に養われている。人に至っては尚更のことである。天の父は人に必要なものをご存知であり、神の国を求めれば必要なものは加えて与えられるとして、次のように言った。（12章13–34節）
自分の持ち物を売り払って施しなさい。擦り切れることのない財布を作り、尽きることのない富を天に積みなさい。そこは、盗人も近寄らず、虫も食い荒らさない。あなたがたの富のあるところに、あなたがたの心もあるのだ。—ルカによる福音書12章33–34節（新共同訳）

### 狭い戸口から入れ
救われる者は少ないのかと問われ、イエスは、入ろうとしても入れない者が多いから、狭い戸口から入るよう努めよと言った。神の国の宴会の扉が閉められた後で、人が「私もかつてあなたと共に飲食し、あなたから広場で教えを受けたではありませんか」と訴えても、家の主人は「諸君が誰だか知らない。不義を行う者よ去れ」と答える。彼らは泣いて歯ぎしりをするだろう、と言った。（13章22–30節）

### 放蕩息子の帰還
罪人であっても回心すれば大いに歓迎される、という意味の寓話である。（15章11–32節）

### 金持ちとラザロ
裕福でありながら貧しい者に施さない人々への訓戒である。（16章19–31節）

### ファリサイ派の人と徴税人
ファリサイ派の人が心の中でこのように祈った。「神様、私は他の人々のように、奪う者、不正な者、淫らな者ではなく、徴税人のような者でもないことに感謝します。私は断食と捧げ物をしています。」一方徴税人は遠くに立ち、胸を打って言った。「神様、罪人である私を憐れんでください。」義とされたのは後者であって、高ぶる者は低くされ、低くなる者は高められる、とイエスは言った。（18章9–14節）

### 金持ちの議員
問答の中で、イエスは律法を守ってきたある議員にこう言った。
「あなたに欠けているものがまだ一つある。持っている物をすべて売り払い、貧しい人々に分けてやりなさい。そうすれば、天に富を積むことになる。それから、わたしに従いなさい。」—ルカによる福音書18章22節（新共同訳）
これを聞いて、裕福だったこの人は非常に悲しんだ。そこでイエスは、財産のある者が神の国に入ることは、ラクダが針の穴を通るよりも難しいと言った。しかしまた、人にはできないことも神にはできるとも言った。その上で、自分の家族や所持物を捨てて従ってきたペトロたちに対しては、「この世では何倍もその報いを受け、後の世では永遠の命を受ける」と言った。（18章18–30節）

### 復活について
復活を否定するサドカイ派の人々の質問に、イエスは次のように答えた。この世の人々は娶ったり嫁いだりするが、復活するのに相応しいとされた人々は、そのようなことがなく、彼らはもはや死ぬことがない。天使に等しく、復活に与る者として神の子だからである。（20章27–40節）

## 他の福音書との関連
現代もっとも支持されている説によれば、『ルカによる福音書』は『マルコによる福音書』とQ資料をもとに、独自の内容を加えて書かれた。
ある聖書学者の研究によれば『ルカ福音書』の1151節のうち、389節が『マタイ福音書』・『マルコ福音書』と共通であり、176節は『マタイ福音書』とのみ共通、41節が『マルコ福音書』のみと共通、544節が『ルカ福音書』のみにみられるという。これらの三つの福音書が同じ言語で書かれていたであろうことを思わせる多くの証左がある。
『ルカ福音書』特有のたとえ話は全部で17ある。ルカはマタイ･マルコにない物語を盛り込むことでイエスの「七つの奇跡」を構成している。ルカ、マタイ、マルコは共観福音書と呼ばれるように、似通った部分が多い。たとえばマルコは7％がオリジナルであるが、93％は他の二つのいずれかと共通である。同じように見ていくとマタイは42％のオリジナルと58％の共通部分からなり、ルカは59％のオリジナル部分と41％の共通部分からなる。つまり、『マルコ福音書』の14分の13、『マタイ福音書』の7分の4、『ルカ福音書』の5分の2が同じ言語で同じ出来事について語っている。
『ルカ福音書』は文体においてもマルコやマタイよりも洗練されており、ヘブライ語に由来する表現などがほとんど含まれていない。ラテン語はわずかに含まれているが、シリア語は含まれない。ヘブライ語は「シケラ」という言葉のみ用いられる。シケラというのは酒の名前であるが、おそらく椰子の実からつくられたものであると考えられる。旧約聖書からの引用は28箇所である。
さらに以下のようにパウロの書簡と共通する句がみられることも特徴である。
- ルカ4:22とコロサイの信徒への手紙4:6
- ルカ4:32とコリントの信徒への手紙一2:4
- ルカ6:36とコリントの信徒への手紙二1:3
- ルカ6:39とローマの信徒への手紙2:19
- ルカ9:56とコリントの信徒への手紙二10:8
- ルカ10:8とコリントの信徒への手紙二10:27
- ルカ11:31とテトスへの手紙1:15
- ルカ18:1とテサロニケの信徒への手紙二1:11
- ルカ21:36とエフェソの信徒への手紙6:18
- ルカ22:19-20とコリントの信徒への手紙一11:23-29
- ルカ23:34とコリントの信徒への手紙一15:5